# Conolly's Folly
El Conolly's Folly (en irlandés: Baois Uí Chongaile) es una estructura en forma de obelisco situada cerca de Celbridge y Maynooth, ambas en el norte del condado de Kildare, en Irlanda.
Fue construido en Castletown Estate (que contiene la casa Castletown), que contiene dos "Follys", ambos encargados por Katherine Conolly, una viuda filantrópica que quería dar empleo a cientos de pobres de Celbridge cuando la hambruna de 1740-1741 estaba en su peor momento. El obelisco fue construido en el año de 1740 después de un invierno particularmente severo.